# Angus Anderson Martin
Angus Anderson Martin (1940 – ) ausztrál herpetológus. A Melbourne-i Egyetemen dolgozott, ahol a zoológiai tanszéket vezette. Zoológiai szakmunkákban nevének rövidítése: „A. A. Martin”.

## A róla elnevezett taxonok
- Uperoleia martini

## Az általa leírt taxonok
- Crinia bilingua
- Crinia riparia
- Cyclorana cryptotis
- Cyclorana longipes
- Cyclorana maculosa
- Cyclorana maini
- Cyclorana vagitus
- Cyclorana verrucosa
- Limnodynastes lignarius
- Litoria brevipalmata
- Litoria pallida
- Litoria personata
- Litoria splendida
- Litoria tyleri
- Neobatrachus aquilonius
- Uperoleia arenicola
- Uperoleia aspera
- Uperoleia borealis
- Uperoleia crassa
- Uperoleia inundata
- Uperoleia lithomoda
- Uperoleia micromeles
- Uperoleia minima
- Uperoleia talpa
- Uperoleia trachyderma